# Vero Beach
La ville de Vero Beach est le siège du comté d'Indian River, dans l’État de Floride, aux États-Unis. Sa population s’élevait à 16 354 habitants lors du recensement de 2020.

## Tourisme
Le Disney's Vero Beach Resort est situé à Vero Beach.

## Transports
La ville est desservie par un aéroport (Aéroport municipal de Vero Beach, code AITA : VRB, code OACI : KVRB, code FAA : VRB).

## Galerie photographique

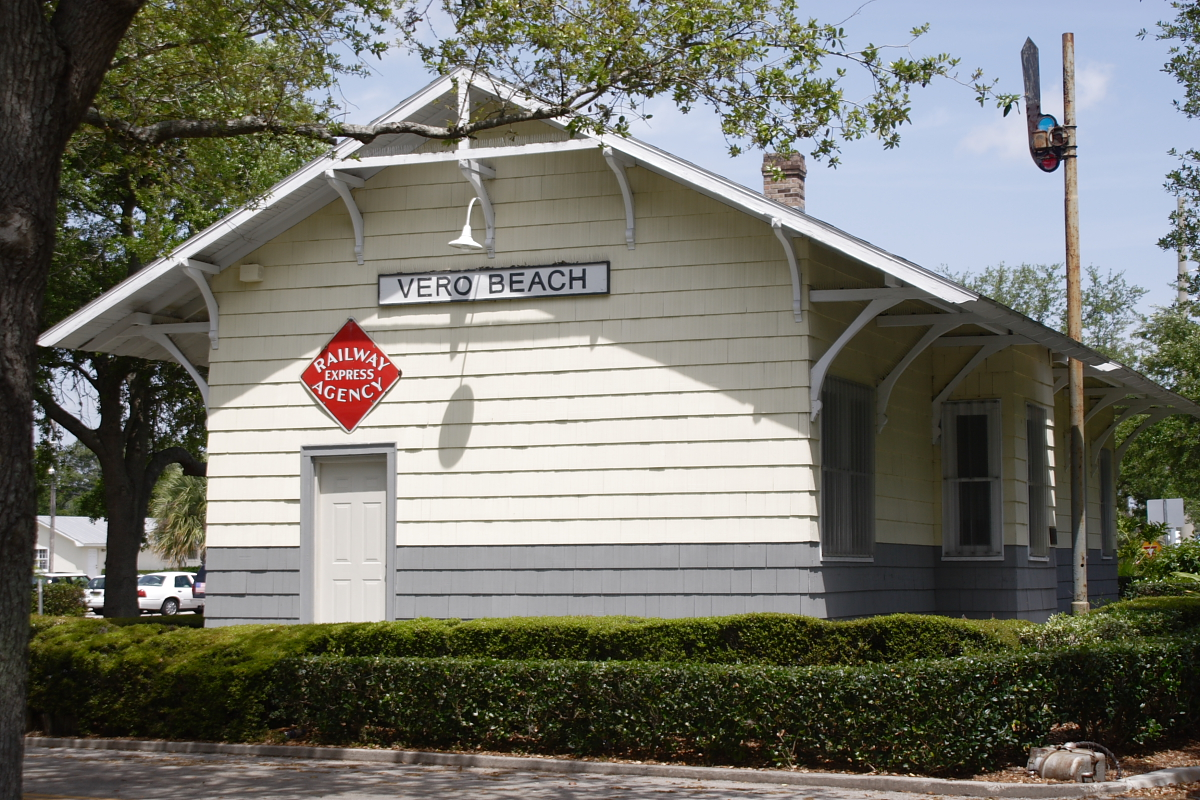
La gare de Vero Beach
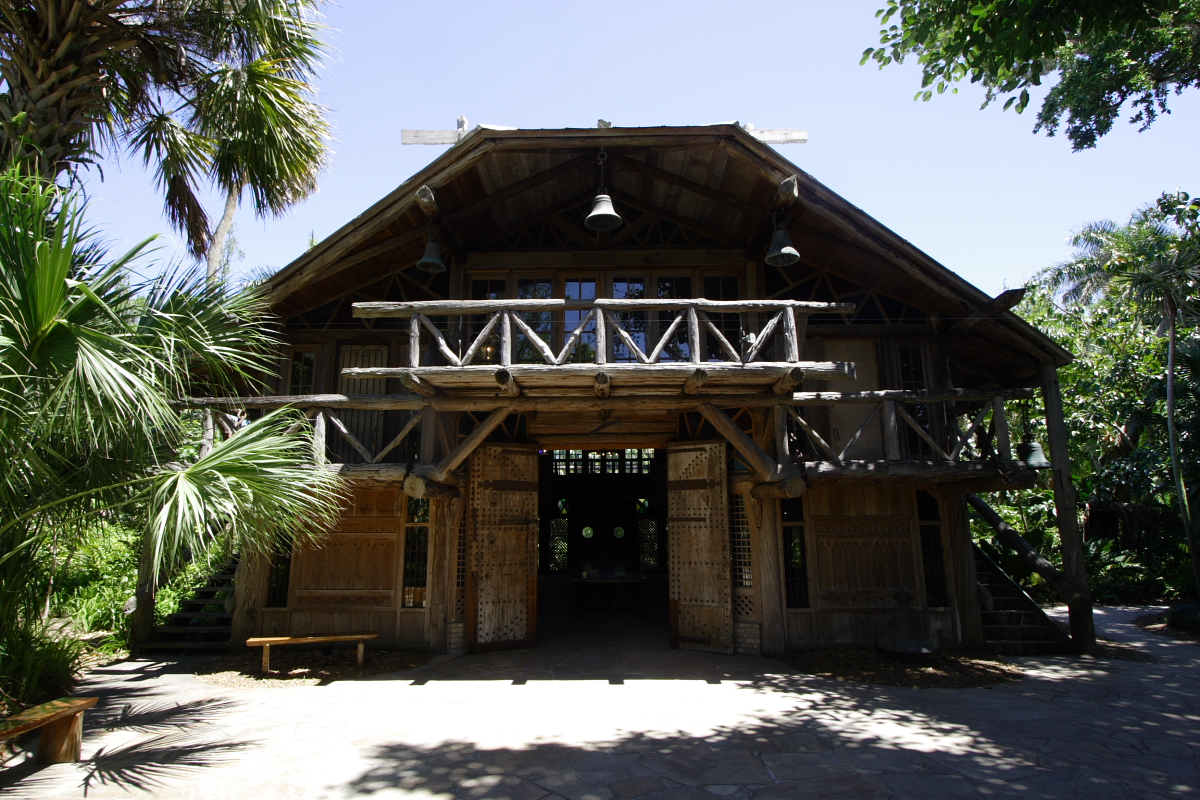
McKee Jungle Gardens
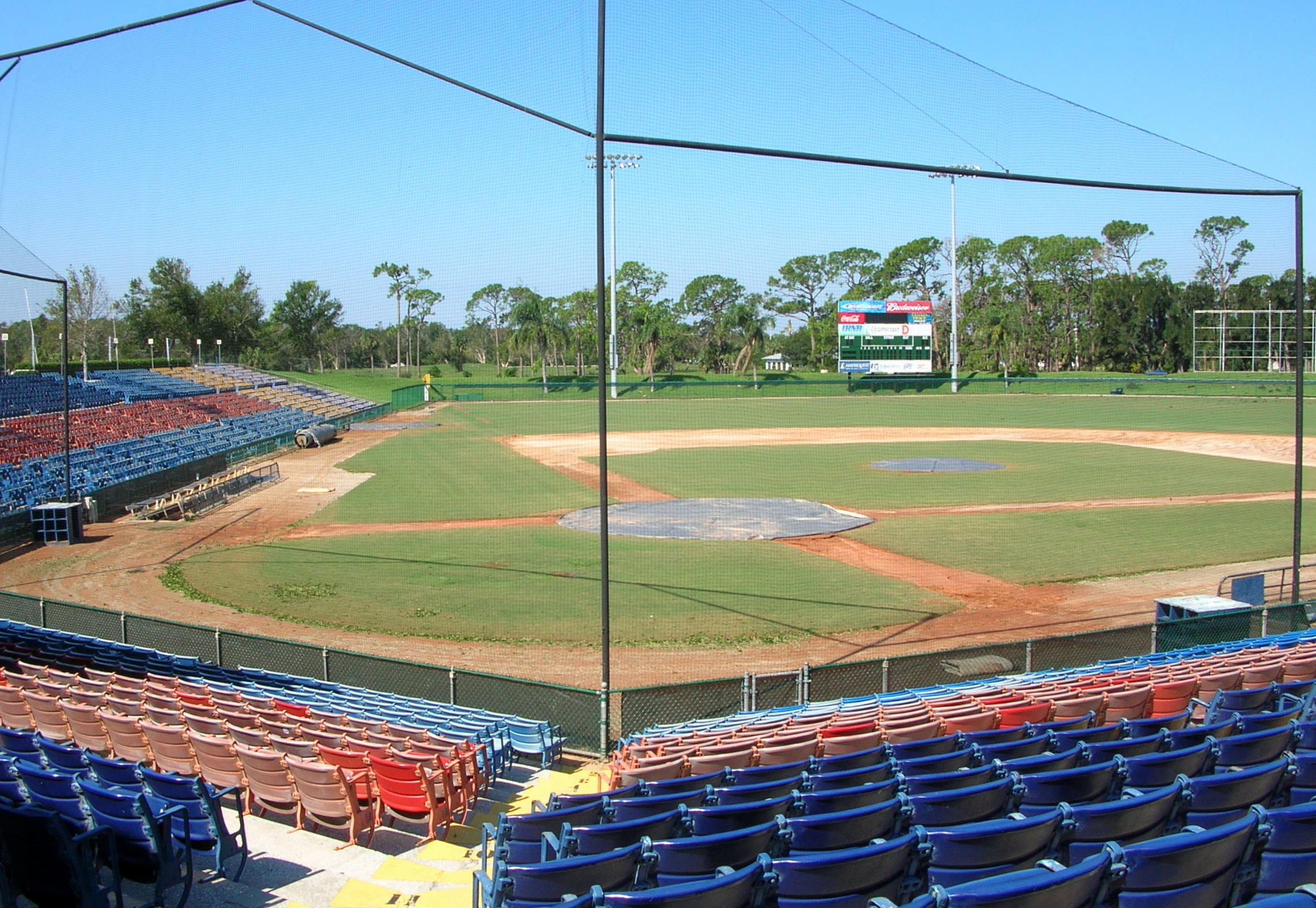
Holman Stadium